# Jean-Jacques Feuchère
Jean-Jacques Feuchère (* 24. August 1807 in Paris, Frankreich; † 28. Juli 1852 ebenda) war ein französischer Bildhauer.

## Leben
Feuchère war der Sohn eines Ziseleurs und begann sein Arbeitsleben als Goldschmied. An der Pariser École des beaux-arts de Paris besuchte er, wenn auch nicht regelmäßig, Kurse bei Bildhauern wie Jean-Pierre Cortot und Jules Ramey. 1829 fertigte er die Figur einer jungen Frau für das Grabmal des Malers Louis Lafitte. Für die folgenden mehr als zwanzig Jahre wurde er bis zu seinem Lebensende ein gefragter Bildhauer für private und öffentliche Aufträge. Jacques-Léonard Maillet war einer seiner Schüler.

## Auszeichnungen
- 1834: Medaille des Pariser Salons.

## Skulpturen
- 1829: Bronzerelief Die Trauer, Grabstein des Malers Louis Lafitte auf dem Friedhof Père-Lachaise in Paris.
- 1831: Für den Salon des gleichen Jahres: Nymphe auf einer Muschel, Engel, der ein Musikinstrument spielt, Der Sieg und der Frieden.
- 1832: Tiefrelief am Arc de Triomphe von Paris: Der Übergang über die Brücke von Arcole am 15. November 1796.
- 1832: Bronzeskulptur Satan, Höhe: 34,3 cm. Geschenk der Gesellschaft der Freunde des Louvremuseums an den Louvre aus dem Jahre 2011.
- 1833: Vasen mit Fledermäusen, Musée du Louvre, Paris.
- 1833: Jüngling bittet Mönche um Aufnahme in ihren Orden.
- 1835: Die theologischen Tugenden (Glaube, Hoffnung, Liebe), Tiefrelief über dem Eingang zur Kirche St-Denys-du-Saint-Sacrement in Paris.
- 1836: Satan, Los Angeles County Museum of Art, Los Angeles, Kalifornien, USA.
- 1838: Navigation fluviale, L'Agriculture und L'Industrie am nördlichen Brunnen Place de la Concorde, Paris.
- 1840: Sainte Thérèse, ausgestellt im Salon des gsleichen Jahres, Standort heute in der Église de la Madeleine, Paris.
- 1841: Alexandre Brongniart.
- 1843: Amazone, die ein wildes Pferd zähmt, Bronzeskulptur, Louvre, Paris.
- 1844: Marie-Adélaïde-Clotilde-Xavière de France, reine de Sardaigne.
- 1848: Bronzebüste (Höhe: 52 cm) auf dem Grabmal von Jean-Baptiste François Provost auf dem Friedhof Père Lachaise in Paris.
- 1849: Cavalier arabe, Steinskulptur, die 1853 auf dem Pont d’Iéna in Paris aufgestellt wurde.
- 1852: La Loi, Marmorskulptur, deren Entwurf 1848 von der Regierung der Französischen Republik für die Figur La Constitution erworben wurde. Die kaiserliche Regierung unter Napoleon III. ließ die Skulptur 1854 auf der Place du Palais-Borbon in Paris aufstellen.
- 1840–1846: Allegorie der Naturgeschichte, Bronze als Teil der Fontaine Cuvier, Paris, Rue Linné, 5. Arrondissement, gegenüber dem Jardin des Plantes.
- Maria Stuart, Statue im Jardin du Luxembourg, Paris.
- Simon de Montfort, 5. Earl of Leicester, Schlachtengalerie, Schloss Versailles.